# 8e étape du Tour de France 2005
Pour un article plus général, voir Tour de France 2005.
La 8e étape du Tour de France 2005 s'est déroulée le 9 juillet 2005 entre la ville allemande de Pforzheim et la ville de Gérardmer dans les Vosges sur une distance de 235 km.

## Profil de l'étape

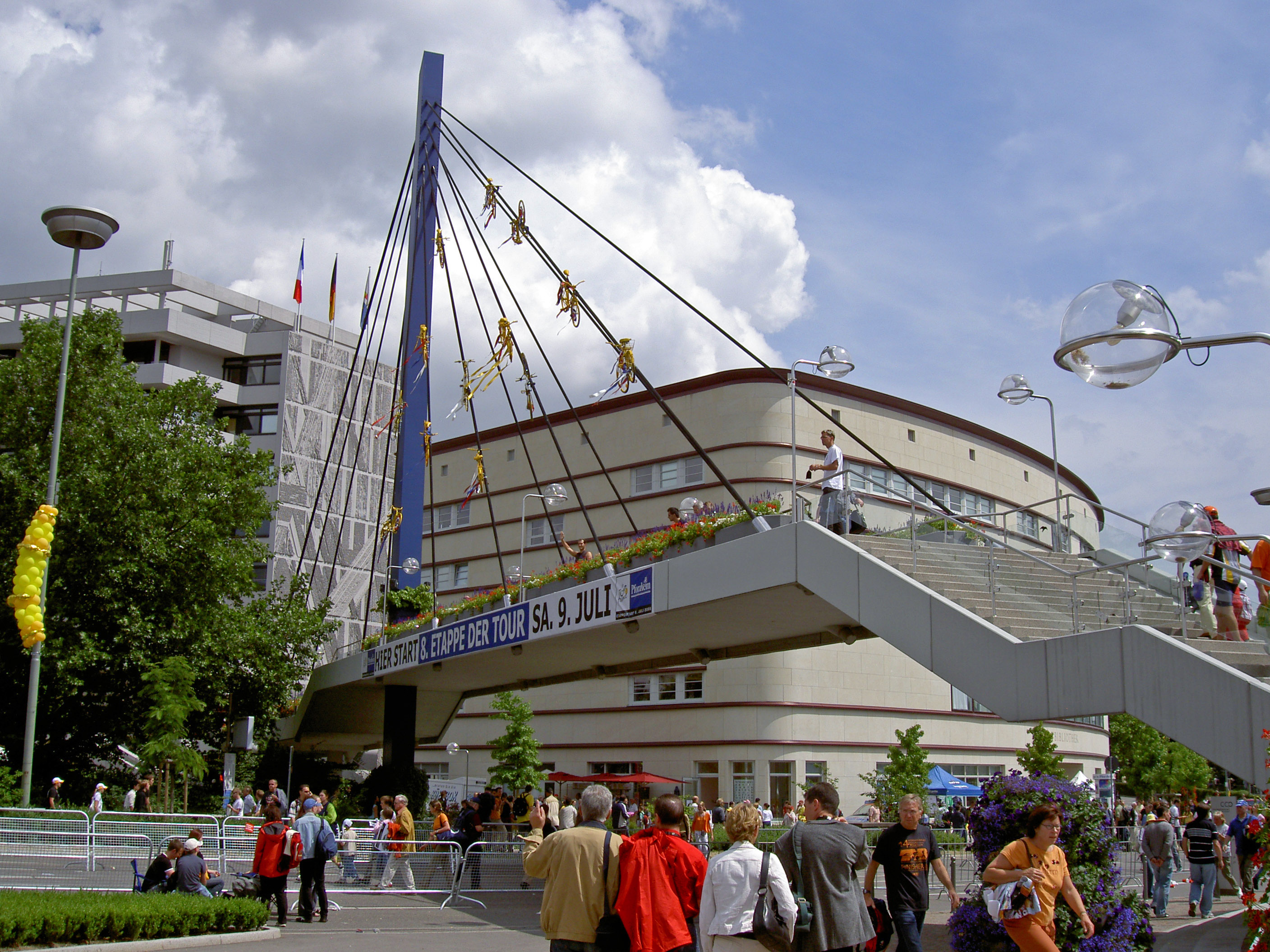
Départ de l'étape à Pforzheim en Allemagne.

## Déroulement de la course
Le tour est passé par la route des vins avant d'aborder la principale difficulté de l'étape, le col de la Schlucht avec une pente de 16 km à 4-5 % de dénivelé. Une échappée de 6 coureurs comprenant Nicolas Jalabert, Cédric Vasseur, Juan Antonio Flecha, Pieter Weening, Salvatore Commesso et Ronny Scholz a pu prendre le large dans les derniers kilomètres. Derrière, les leaders luttaient et Andreas Klöden est parvenu à distancer Lance Armstrong. Le final s'est joué au sprint avec un écart de quelques millimètres entre Pieter Weening qui l'emporte devant Andreas Klöden.
Les autres échappés ont été repris par un groupe maillot jaune d'une vingtaine de coureurs qui ont distancé le peloton d'une minute lors de la montée du col de la Schlucht. Le maillot jaune reste la propriété de Lance Armstrong malgré l'absence de ses coéquipiers pour l'aider lors de la fin de la montée.

### Sprints intermédiaires
| Premier   | George Hincapie     | 6 P. et 6 s |
| Second    | Jens Voigt          | 4 P. et 4 s |
| Troisième | Andrei Kascheschkin | 2 P. et 2 s |

| Premier   | Thor Hushovd   | 6 P. et 6 s |
| Second    | Nicki Sørensen | 4 P. et 4 s |
| Troisième | Sandy Casar    | 2 P. et 2 s |

| Premier   | Salvatore Commesso  | 6 P. et 6 s |
| Second    | Juan Antonio Flecha | 4 P. et 4 s |
| Troisième | Cédric Vasseur      | 2 P. et 2 s |

### Côtes

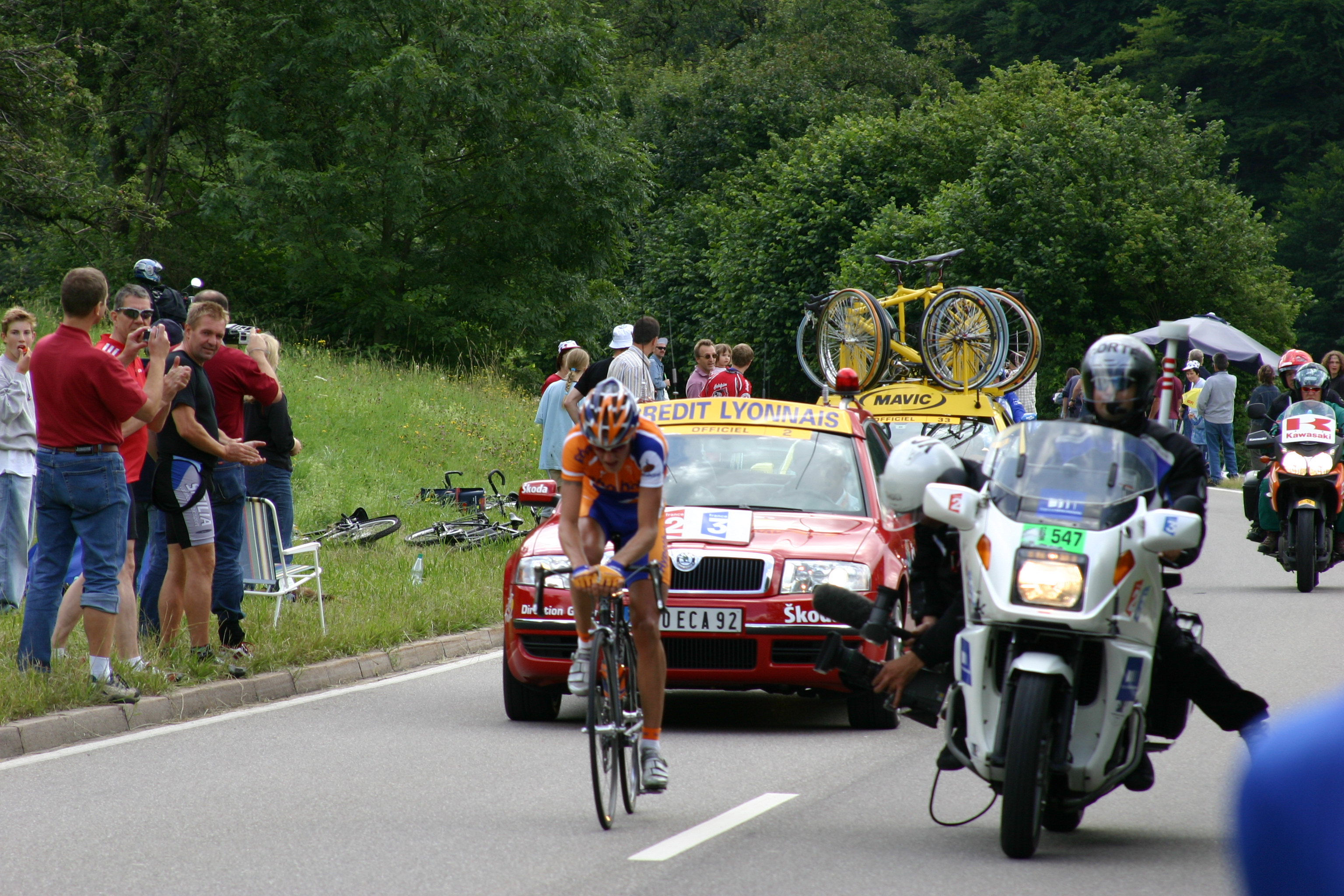
Michael Rasmussen au passage de Bad Herrenalb.

| Premier   | Michael Rasmussen   | 4 P. |
| Second    | Andrei Kascheschkin | 3 P. |
| Troisième | Jens Voigt          | 2 P. |
| Quatrième | George Hincapie     | 1 P. |

| Premier   | Michael Rasmussen   | 4 P. |
| Second    | Andrei Kascheschkin | 3 P. |
| Troisième | George Hincapie     | 2 P. |
| Quatrième | Jens Voigt          | 1 P. |

| Premier   | Michael Rasmussen   | 4 P. |
| Second    | Jens Voigt          | 3 P. |
| Troisième | George Hincapie     | 2 P. |
| Quatrième | Andrei Kascheschkin | 1 P. |

| Premier   | Michael Rasmussen   | 4 P. |
| Second    | Andrei Kascheschkin | 3 P. |
| Troisième | Jens Voigt          | 2 P. |
| Quatrième | George Hincapie     | 1 P. |

| Premier   | Andreas Klöden    | 20 P. |
| Second    | Pieter Weening    | 18 P. |
| Troisième | Michael Rasmussen | 16 P. |
| Quatrième | Santiago Botero   | 14 P. |
| Cinquième | Jan Ullrich       | 12 P. |
| Sixième   | Bobby Julich      | 10 P. |

## Classement de l'étape

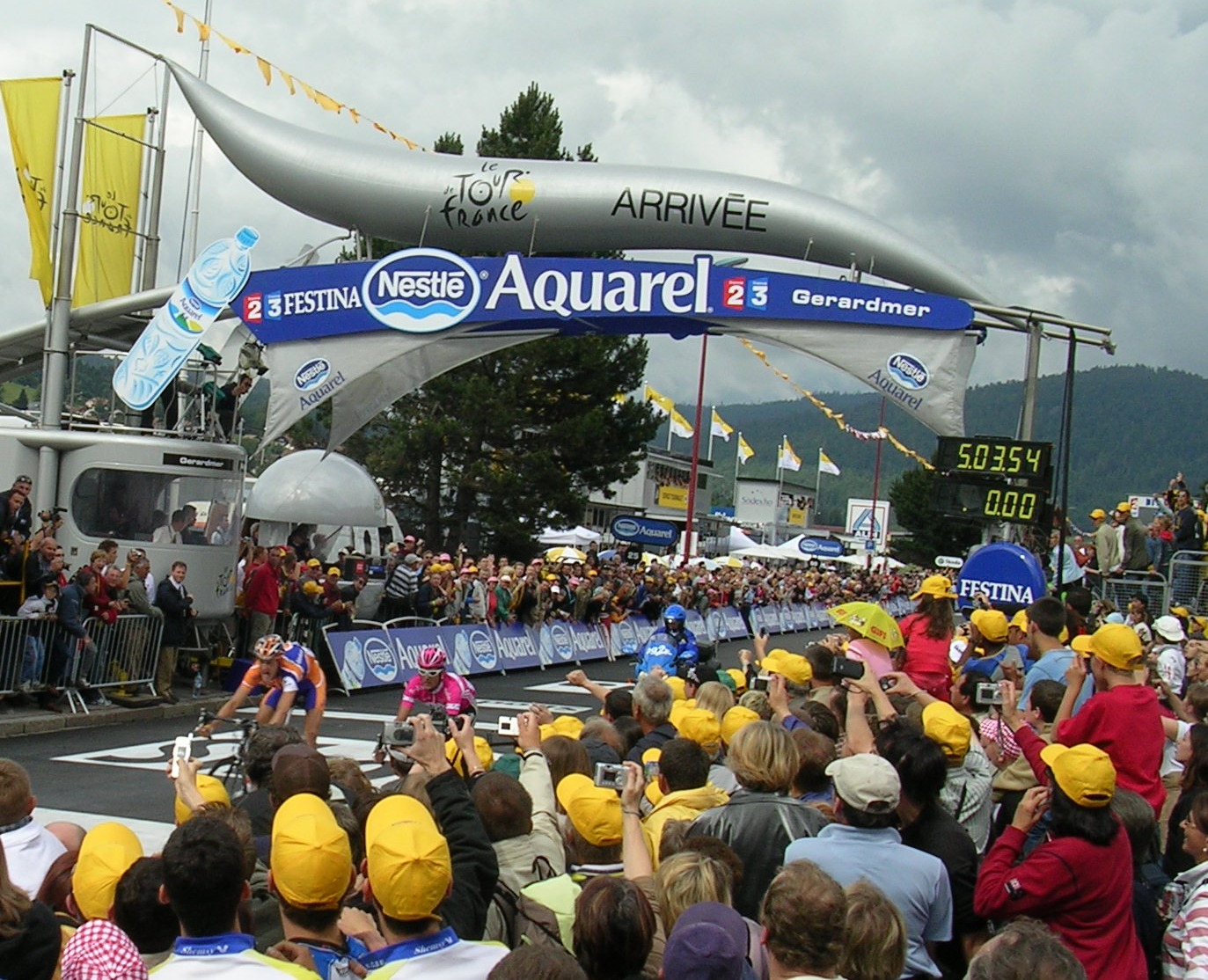
À l'arrivée, Pieter Weening l'emporte devant Andreas Klöden.

Classement de l'étape
| \| Classement de l'étape \| Classement de l'étape \| Classement de l'étape \| Classement de l'étape \| Classement de l'étape \| \| Coureur \| Coureur \| Pays \| Équipe \| Temps \| \| --------------------- \| --------------------- \| --------------------- \| ------------------------------ \| --------------------- \| \| 1er \| Pieter Weening \| Pays-Bas \| Rabobank \| 5 h 03 min 54 s \| \| 2e \| Andreas Klöden \| Allemagne \| T-Mobile \| + 0 s \| \| 3e \| Alejandro Valverde \| Espagne \| Illes Balears-Caisse d'Épargne \| + 27 s \| \| 4e \| Kim Kirchen \| Luxembourg \| Fassa Bortolo \| + 27 s \| \| 5e \| Jens Voigt \| Allemagne \| CSC \| + 27 s \| \| 6e \| Jan Ullrich \| Allemagne \| T-Mobile \| DQ \| \| 7e \| Cadel Evans \| Australie \| Davitamon-Lotto \| + 27 s \| \| 8e \| Christophe Moreau \| France \| Crédit Agricole \| + 27 s \| \| 9e \| Christopher Horner \| États-Unis \| Saunier Duval-Prodir \| + 27 s \| \| 10e \| Alexandre Vinokourov \| Kazakhstan \| T-Mobile \| + 27 s \| |                      |            |                                |                 |
| |                      |            |                                |                 |
| |                      |            |                                |                 |
| Classement de l'étape |                      |            |                                |                 |
| Coureur | Coureur              | Pays       | Équipe                         | Temps           |
| 1er | Pieter Weening       | Pays-Bas   | Rabobank                       | 5 h 03 min 54 s |
| 2e | Andreas Klöden       | Allemagne  | T-Mobile                       | + 0 s           |
| 3e | Alejandro Valverde   | Espagne    | Illes Balears-Caisse d'Épargne | + 27 s          |
| 4e | Kim Kirchen          | Luxembourg | Fassa Bortolo                  | + 27 s          |
| 5e | Jens Voigt           | Allemagne  | CSC                            | + 27 s          |
| 6e | Jan Ullrich          | Allemagne  | T-Mobile                       | DQ              |
| 7e | Cadel Evans          | Australie  | Davitamon-Lotto                | + 27 s          |
| 8e | Christophe Moreau    | France     | Crédit Agricole                | + 27 s          |
| 9e | Christopher Horner   | États-Unis | Saunier Duval-Prodir           | + 27 s          |
| 10e | Alexandre Vinokourov | Kazakhstan | T-Mobile                       | + 27 s          |

## Classement général
| \| Classement général \| Classement général \| Classement général \| Classement général \| Classement général \| \| Coureur \| Coureur \| Pays \| Équipe \| Temps \| \| ------------------ \| -------------------- \| ------------------ \| ---------------------- \| ------------------ \| \| 1er \| Lance Armstrong \| États-Unis \| Discovery Channel \| DQ \| \| 2e \| Jens Voigt \| Allemagne \| CSC \| + 1 min 00 s \| \| 3e \| Alexandre Vinokourov \| Kazakhstan \| T-Mobile \| + 1 min 02 s \| \| 4e \| Bobby Julich \| États-Unis \| CSC \| + 1 min 07 s \| \| 5e \| Ivan Basso \| Italie \| CSC \| + 1 min 26 s \| \| 6e \| Jan Ullrich \| Allemagne \| T-Mobile \| DQ \| \| 7e \| Carlos Sastre \| Espagne \| CSC \| + 1 min 36 s \| \| 8e \| George Hincapie \| États-Unis \| Discovery Channel \| DQ \| \| 9e \| Andreas Klöden \| Allemagne \| T-Mobile \| + 1 min 50 s \| \| 10e \| Floyd Landis \| États-Unis \| Phonak Hearing Systems \| + 1 min 50 s \| |                      |            |                        |              |
| |                      |            |                        |              |
| |                      |            |                        |              |
| Classement général |                      |            |                        |              |
| Coureur | Coureur              | Pays       | Équipe                 | Temps        |
| 1er | Lance Armstrong      | États-Unis | Discovery Channel      | DQ           |
| 2e | Jens Voigt           | Allemagne  | CSC                    | + 1 min 00 s |
| 3e | Alexandre Vinokourov | Kazakhstan | T-Mobile               | + 1 min 02 s |
| 4e | Bobby Julich         | États-Unis | CSC                    | + 1 min 07 s |
| 5e | Ivan Basso           | Italie     | CSC                    | + 1 min 26 s |
| 6e | Jan Ullrich          | Allemagne  | T-Mobile               | DQ           |
| 7e | Carlos Sastre        | Espagne    | CSC                    | + 1 min 36 s |
| 8e | George Hincapie      | États-Unis | Discovery Channel      | DQ           |
| 9e | Andreas Klöden       | Allemagne  | T-Mobile               | + 1 min 50 s |
| 10e | Floyd Landis         | États-Unis | Phonak Hearing Systems | + 1 min 50 s |

Les Américains David Zabriskie, George Hincapie et Lance Armstrong ont été déclassés en 2012.

## Classements annexes
| Classement par points | Classement par points | Classement par points | Classement par points           | Classement par points |
| Coureur               | Coureur               | Pays                  | Équipe                          | Points                |
| --------------------- | --------------------- | --------------------- | ------------------------------- | --------------------- |
| 1er                   | Tom Boonen            | Belgique              | Quick Step-Innergetic           | 133 pts               |
| 2e                    | Thor Hushovd          | Norvège               | Crédit Agricole                 | 128 pts               |
| 3e                    | Robbie McEwen         | Australie             | Davitamon-Lotto                 | 96 pts                |
| 4e                    | Stuart O'Grady        | Australie             | Cofidis-Le Crédit par Téléphone | 91 pts                |
| 5e                    | Robert Förster        | Allemagne             | Gerolsteiner                    | 75 pts                |

| Classement par points | Classement par points | Classement par points | Classement par points           | Classement par points |
| Coureur               | Coureur               | Pays                  | Équipe                          | Points                |
| --------------------- | --------------------- | --------------------- | ------------------------------- | --------------------- |
| 1er                   | Tom Boonen            | Belgique              | Quick Step-Innergetic           | 133 pts               |
| 2e                    | Thor Hushovd          | Norvège               | Crédit Agricole                 | 128 pts               |
| 3e                    | Robbie McEwen         | Australie             | Davitamon-Lotto                 | 96 pts                |
| 4e                    | Stuart O'Grady        | Australie             | Cofidis-Le Crédit par Téléphone | 91 pts                |
| 5e                    | Robert Förster        | Allemagne             | Gerolsteiner                    | 75 pts                |

| Classement de la montagne | Classement de la montagne | Classement de la montagne | Classement de la montagne | Classement de la montagne |
| Coureur                   | Coureur                   | Pays                      | Équipe                    | Points                    |
| ------------------------- | ------------------------- | ------------------------- | ------------------------- | ------------------------- |
| 1er                       | Michael Rasmussen         | Danemark                  | Rabobank                  | 32 pts                    |
| 2e                        | Andreas Klöden            | Allemagne                 | T-Mobile                  | 20 pts                    |
| 3e                        | Pieter Weening            | Pays-Bas                  | Rabobank                  | 18 pts                    |
| 4e                        | Santiago Botero           | Colombie                  | Phonak Hearing Systems    | 14 pts                    |
| 5e                        | Jan Ullrich               | Allemagne                 | T-Mobile                  | DQ                        |

| Classement de la montagne | Classement de la montagne | Classement de la montagne | Classement de la montagne | Classement de la montagne |
| Coureur                   | Coureur                   | Pays                      | Équipe                    | Points                    |
| ------------------------- | ------------------------- | ------------------------- | ------------------------- | ------------------------- |
| 1er                       | Michael Rasmussen         | Danemark                  | Rabobank                  | 32 pts                    |
| 2e                        | Andreas Klöden            | Allemagne                 | T-Mobile                  | 20 pts                    |
| 3e                        | Pieter Weening            | Pays-Bas                  | Rabobank                  | 18 pts                    |
| 4e                        | Santiago Botero           | Colombie                  | Phonak Hearing Systems    | 14 pts                    |
| 5e                        | Jan Ullrich               | Allemagne                 | T-Mobile                  | DQ                        |

| Classement du meilleur jeune | Classement du meilleur jeune | Classement du meilleur jeune | Classement du meilleur jeune   | Classement du meilleur jeune |
| Coureur                      | Coureur                      | Pays                         | Équipe                         | Temps                        |
| ---------------------------- | ---------------------------- | ---------------------------- | ------------------------------ | ---------------------------- |
| 1er                          | Vladimir Karpets             | Russie                       | Illes Balears-Caisse d'Épargne | 28 h 08 min 30 s             |
| 2e                           | Yaroslav Popovych            | Ukraine                      | Discovery Channel              | + 1 s                        |
| 3e                           | Alejandro Valverde           | Espagne                      | Illes Balears-Caisse d'Épargne | + 1 min 11 s                 |
| 4e                           | Alberto Contador             | Espagne                      | Liberty Seguros-Würth          | + 1 min 20 s                 |
| 5e                           | Andrey Kashechkin            | Kazakhstan                   | Crédit Agricole                | + 1 min 53 s                 |

| Classement du meilleur jeune | Classement du meilleur jeune | Classement du meilleur jeune | Classement du meilleur jeune   | Classement du meilleur jeune |
| Coureur                      | Coureur                      | Pays                         | Équipe                         | Temps                        |
| ---------------------------- | ---------------------------- | ---------------------------- | ------------------------------ | ---------------------------- |
| 1er                          | Vladimir Karpets             | Russie                       | Illes Balears-Caisse d'Épargne | 28 h 08 min 30 s             |
| 2e                           | Yaroslav Popovych            | Ukraine                      | Discovery Channel              | + 1 s                        |
| 3e                           | Alejandro Valverde           | Espagne                      | Illes Balears-Caisse d'Épargne | + 1 min 11 s                 |
| 4e                           | Alberto Contador             | Espagne                      | Liberty Seguros-Würth          | + 1 min 20 s                 |
| 5e                           | Andrey Kashechkin            | Kazakhstan                   | Crédit Agricole                | + 1 min 53 s                 |

| Classement par équipes | Classement par équipes | Classement par équipes | Classement par équipes |
| Équipe                 | Équipe                 | Pays                   | Temps                  |
| ---------------------- | ---------------------- | ---------------------- | ---------------------- |
| 1re                    | CSC                    | Danemark               | 80 h 59 min 40 s       |
| 2e                     | T-Mobile               | Allemagne              | + 1 min 50 s           |
| 3e                     | Discovery Channel      | États-Unis             | + 1 min 58 s           |
| 4e                     | Phonak Hearing Systems | Suisse                 | + 3 min 02 s           |
| 5e                     | Liberty Seguros-Würth  | Espagne                | + 3 min 22 s           |

| Classement par équipes | Classement par équipes | Classement par équipes | Classement par équipes |
| Équipe                 | Équipe                 | Pays                   | Temps                  |
| ---------------------- | ---------------------- | ---------------------- | ---------------------- |
| 1re                    | CSC                    | Danemark               | 80 h 59 min 40 s       |
| 2e                     | T-Mobile               | Allemagne              | + 1 min 50 s           |
| 3e                     | Discovery Channel      | États-Unis             | + 1 min 58 s           |
| 4e                     | Phonak Hearing Systems | Suisse                 | + 3 min 02 s           |
| 5e                     | Liberty Seguros-Würth  | Espagne                | + 3 min 22 s           |

## Abandons, exclusions
- Sylvain Calzati (AG2R Prévoyance) : abandon
- Isaac Gálvez (Illes Balears) : abandon
- Serhiy Honchar (Domina Vacanze) : non-partant
- Christophe Mengin (La Française des jeux) : non-partant
- Léon van Bon (Davitamon-Lotto) : abandon